# Marendellea
Marendellea är ett släkte av insekter. Marendellea ingår i familjen ullsköldlöss.
Kladogram enligt Catalogue of Life:
| Marendellea | \| \| Marendellea harrisae \| \| \| \| \| \| Marendellea rhodesiensis \| \| \| \| |
|             | \| \| Marendellea harrisae \| \| \| \| \| \| Marendellea rhodesiensis \| \| \| \| |
|             | Marendellea harrisae                                                              |
|             |                                                                                   |
|             | Marendellea rhodesiensis                                                          |
|             |                                                                                   |